# Ranunculus petriei
Ranunculus petriei är en ranunkelväxtart som beskrevs av Harry Howard Barton Allan. Ranunculus petriei ingår i släktet ranunkler, och familjen ranunkelväxter. Inga underarter finns listade i Catalogue of Life.